# حسن فتحی (کارگردان)
حسن فتحی (زادهٔ ۱۰ شهریور ۱۳۳۸) کارگردان و فیلم‌نامه‌نویسِ ایرانی سینما، تلویزیون و تئاتر است. او کار حرفه‌ای خود در تلویزیون را با کارگردانی مجموعه تلویزیونی همسایه‌ها در سال ۱۳۷۲ آغاز کرد. مجموعه‌های تلویزیونی پهلوانان نمی‌میرند، شب دهم، مدار صفر درجه، میوه ممنوعه، زمانه، شهرزاد و جیران از آثار فتحی در عرصه سریال‌سازی است. او فیلم پرفروش مست عشق (۱۴۰۳) را نیز کارگردانی کرد.

## زندگی
حسن فتحی متولد محله نظام آباد تهران است. او از سوی پدر اصالتی خوانساری و از جانب مادر اصالتی زنجانی دارد. وی دارای دانشنامه کارشناسی روان‌شناسی از دانشگاه شهیدبهشتی تهران و کارشناسی ارشد رشته کارگردانی نمایش از دانشگاه آزاد اسلامی است. همسر سابق وی اعظم بروجردی، کارگردان و نمایشنامه‌نویس تئاتر است. آنان دو فرزند به نام‌های محمدرضا و امیرحسین دارند. امیرحسین از کودکی نقش‌های کوتاهی در سریال‌های پدرش بازی کرد، از جمله شب دهم و مدار صفر درجه. چند سال بعد در نوجوانی نقش فرعی در فیلم کیفر بازی کرد و در نهایت کار حرفه ای بازیگری را با سریال شهرزاد شروع کرد.
فتحی فعالیت‌های هنری خود را با بازیگری تئاتر در دوران دانشجویی آغاز کرد ولی به‌طور جدی از سال ۱۳۶۸ با نوشتنِ نقدِ تئاتر و سینما در مجلاتی همچون سروش، تماشاخانه، دنیای تصویر و نمایش و نیز نویسندگی و کارگردانیِ تئاتر وارد دنیای هنر شد؛ که از این حیث او را می‌توان یک کارشناس و پژوهشگر هنر و سینما برشمرد. او از سال ۱۳۷۲ به سیمای جمهوری اسلامی ایران پیوست و به ساختِ سریال پرداخت و از سال ۱۳۸۳ با ساختِ فیلمِ سینماییِ ازدواج به سبک ایرانی در جَرگه کارگردانان سینمای ایران قرار گرفت.
وی در دانشگاه‌های مختلفی به عنوانِ استاد تدریس می‌کند و هم‌اکنون مدیر آموزشی مؤسسه فرهنگی هنری کارنامه است.

## کارنامه
حسن فتحی که یکی از کارگردان‌های مهم در عرصه سریال‌سازی در دو دهه گذشته سینما به حساب می‌آید با علاقه وافر خود به فرهنگ و تاریخ معاصر ایران نشان داده است که می‌توان سریال‌های پر مخاطب را در سبک و سیاق متفاوت بر صفحه جادویی تلویزیون در حالی منعکس نمود که مخاطب با شخصیت‌های داستان همدلی قابل قبولی نشان دهد. شاخصه مهم آثار تلویزیونی او دیالوگ‌های خاص با ضرباهنگ مناسب و استفاده به‌جا از آنها در بستر فیلم‌نامه‌ای قابل قبول و در بسیاری از لحظات، ساختارشکن است. همین امر در بررسی کلیت آثار او برگ برنده سریال‌های پرمخاطب کارنامه هنری اوست. شناخت خوب او از جامعه معاصر و آشنایی وی با موضوعات مورد پسند متناسب با فرهنگ بومی تماشاگر ایرانی آثار او را در رده بهترین مجموعه‌های سیما در دو دهه گذشته قرار داده است. این کارگردان در سریال‌هایش، ژانرهای مختلفی را تجربه کرده است اما وجه اشتراک آثارش، تم‌های عاشقانه شان است.
فتحی برای اجرای موسیقی میانی و پایانی سریال‌هایش با خواننده‌های سرشناسی همچون همایون شجریان، احسان خواجه امیری، محسن چاوشی، علیرضا قربانی و محمد اصفهانی همکاری داشته است.

### داوری در جشنواره‌ها
1. جشنواره تئاتر آئینی ـ سنتی؛ ۱۳۸۱
2. جشنواره تئاتر فجر؛ ۱۳۸۲[۱]
3. رئیس هیئت داوران مسابقه ستاره بیست

## آثار

### مجموعه‌های تلویزیونی و نمایش خانگی
| سال       | نام سریال         | سمت                | توضیحات                                       |
| --------- | ----------------- | ------------------ | --------------------------------------------- |
| ۱۳۷۲      | همسایه‌ها          | کارگردان           | شبکه دو                                       |
| ۱۳۷۳      | معمای یک قتل      | نویسنده و کارگردان | شبکه دو                                       |
| ۱۳۷۳      | عاطفه             | کارگردان           | شبکه دو                                       |
| ۱۳۷۴      | سوءتفاهم          | کارگردان           | شبکه دو                                       |
| ۱۳۷۵      | هوای تازه         | کارگردان           | شبکه سه                                       |
| ۱۳۷۷–۱۳۷۶ | فردا دیر است      | کارگردان           | شبکه سه                                       |
| ۱۳۷۶      | پهلوانان نمی‌میرند | نویسنده و کارگردان | شبکه دو                                       |
| ۱۳۷۸      | روشن‌تر از خاموشی  | نویسنده و کارگردان | پخش ۱۳۸۲ - شبکه یک                            |
| ۱۳۸۰      | شب دهم            | نویسنده و کارگردان | پخش محرم ۱۳۸۱ - شبکه یک                       |
| ۱۳۸۴      | مدار صفر درجه     | نویسنده و کارگردان | پخش ۱۳۸۶ - شبکه یک                            |
| ۱۳۸۶      | میوه ممنوعه       | کارگردان           | پخش رمضان ۱۳۸۶ - شبکه دو                      |
| ۱۳۸۷      | اشک‌ها و لبخندها   | کارگردان           | پخش نوروز ۱۳۸۸ - شبکه یک                      |
| ۱۳۸۹      | در مسیر زاینده‌رود | کارگردان           | پخش رمضان ۱۳۸۹ - شبکه یک                      |
| ۱۳۹۱      | زمانه             | کارگردان           | شبکه سه                                       |
| ۱۳۹۴–۱۳۹۳ | شهرزاد            | نویسنده و کارگردان | (نمایش خانگی) نویسندگی مشترک با نغمه ثمینی    |
| ۱۳۹۵      | شهرزاد ۲          | نویسنده و کارگردان | (نمایش خانگی) نویسندگی مشترک با نغمه ثمینی    |
| ۱۳۹۶      | شهرزاد ۳          | نویسنده و کارگردان | (نمایش خانگی) نویسندگی مشترک با نغمه ثمینی    |
| ۱۴۰۰      | جیران             | نویسنده و کارگردان | (نمایش خانگی) نویسندگی مشترک با احسان جوانمرد |
| ۱۴۰۳      | ازازیل            | کارگردان           | نمایش خانگی                                   |

### فیلم سینمایی
1. کارگردانی فیلم سینمایی ازدواج به سبک ایرانی نوشته مینو فرشچی؛ ۱۳۸۳
2. نویسندگی و کارگردانی فیلم سینمایی پستچی سه بار در نمی‌زند؛ ۱۳۸۷
3. کارگردانی فیلم سینمایی کیفر نوشته علیرضا نادری؛ ۱۳۸۸
4. نویسندگی و کارگردانی فیلم سینمایی یک روز دیگر؛ ۱۳۹۱[۱۰]
5. کارگردانی فیلم سینمایی مست عشق نوشته فرهاد توحیدی؛ ۱۳۹۸

### تئاتر
1. بازی در نمایش چهار صندوق نوشته بهرام بیضایی به کارگردانی فردوس کاویانی؛ تهران، فرهنگسرای نیاوران؛ ۱۳۵۹ – ۱۳۵۸
2. نویسنده و کارگردان نمایش هی هی ماتادور؛ تهران، تئاترشهر، تالار قشقایی؛ ۱۳۶۸
3. نویسنده و کارگردان نمایش مضحکه پهلوان و پری؛ تهران، تالار هنر؛ ۱۳۶۹
4. کارگردانی نمایش داوری اینیدرا نوشته دان کوپال موکرجی؛ تهران، تالار سنگلج؛ ۱۳۷۰
5. کارگردانی نمایش در خیابان‌های سرد شب نوشته اعظم بروجردی؛ تهران، موزه آزادی؛ ۱۳۷۲
6. کارگردانی تله تئاتر ملکه‌های فرانسه نوشته تورنتو وایلدر؛ شبکه ۲؛ ۱۳۷۳
7. کارگردانی و بازنویسی تله تئاتر معمای یک قتل نوشته آگاتا کریستی؛ شبکه ۲؛ ۱۳۷۳
8. کارگردانی تله تئاتر سوءتفاهم نوشته آلبر کامو؛ شبکه ۲؛ ۱۳۷۴
9. کارگردانی و بازنویسی تله تئاتر تله موش نوشته آگاتا کریستی؛ شبکه ۲؛ ۱۳۷۵
10. کارگردانی و بازنویسی تله تئاتر جان گابریل بورکمان نوشته هنریک ایبسن؛ شبکه ۲؛ ۱۳۷۶[۱]
11. کارگردانی تئاتر گربه نره فرانک لوکاس شبکه یک؛ ۱۳۶۴[۱۱][۱۲]

### تله‌فیلم
1. نویسندگی و کارگردانی تله فیلم یک روز معمولی؛ ۱۳۸۱
2. نویسندگی و کارگردانی تله فیلم نسخه خطی؛ ۱۳۸۲
3. بازنویسی و کارگردانی تله فیلم رویاهایت را به خاطر بسپار نوشته فرهاد توحیدی؛ ۱۳۸۳
4. نویسندگی و کارگردانی تله فیلم دنده معکوس؛ ۱۳۸۸
5. کارگردانی تله فیلم چرخ و فلک نوشته علیرضا مسعودی؛ ۱۳۹۱[۱۳]

### فیلم مستند
1. تحقیق و نگارش مجموعه مستند ۱۸ قسمتی تاریخ تئاتر جهان؛ شبکه ۲؛ ۱۳۷۱
2. تحقیق و نگارش مجموعه مستند ۱۸ قسمتی تاریخ و تحول هنر؛ شبکه ۲؛ ۱۳۷۱
3. تحقیق و نگارش مجموعه ۲۶ قسمتی تاریخ نمایشنامه‌های سنتی ایران؛ شبکه جام‌جم؛ ۱۳۷۵[۱]
4. نویسندگی و کارگردانی مستند سفر ناتمام دربارهٔ زندگی نادر ابراهیمی؛ ۱۳۹۱[۱۴]

## جوایز
1. جایزه بهترین کارگردانی سریال تلویزیونی برای مجموعه شهرزاد از شانزدهمین جشن سینمایی دنیای تصویر، ۱۳۹۵
2. جایزه بهترین کارگردانی برای تله فیلم دنده معکوس از نخستین جشنواره تلویزیونی جام جم، دی‌ماه ۱۳۹۰
3. دیپلم افتخار و تندیس بهترین کارگردان برای تله فیلم دنده معکوس از جشنواره فیلم شهر، ۱۳۹۰
4. جایزه بهترین فیلمنامه تلویزیون برای مجموعه تلویزیونی شب دهم از جشن سینمای دنیای تصویر، ۱۳۸۱
5. دیپلم افتخار و تندیس زرین برای فیلمنامه شب دهم از چهارمین جشنواره صداوسیما، ۱۳۸۲
6. جایزه بهترین کارگردان برای تله فیلم نسخه خطی از جشنواره نسخ خطی، ۱۳۸۳
7. جایزه بهترین فیلمنامه تلویزیونی برای سریال روشن‌تر از خاموشی از جشن سینمای دنیای تصویر، ۱۳۸۳
8. جایزه بهترین فیلمنامه و کارگردان از جشنواره فیلم‌های عاشورایی سپید برای سریال شب دهم، ۱۳۷۵
9. جایزه بهترین کارگردان برای سریال‌های مدار صفر درجه و میوه ممنوعه از جشنواره برترین‌های شبکه جهانی جام جم به انتخاب تماشاگران، ۱۳۸۶
10. دیپلم افتخار و تندیس بهترین کارگردان در بیست و هفتمین جشنواره فیلم فجر برای فیلم سینمایی پستچی سه بار در نمی‌زند از سوی انجمن منتقدان سینمای ایران، ۱۳۸۸
11. دیپلم افتخار و تندیس زرین برای کارگردان هنری تله‌تئاتر معمای یک قتل از جشنواره صداوسیما، ۱۳۷۴[۱۵]